# Paul Matschie
Paul Matschie (de son nom complet Georg Friedrich Paul Matschie), né le 11 août 1861 à Brandebourg-sur-la-Havel et mort le 8 mars 1926 à Berlin, est un zoologiste allemand.
Sans qualification formelle, il gravit les échelons du musée d'histoire naturelle de Berlin jusqu'à en devenir le conservateur en 1895, puis le directeur adjoint en 1924. Mammalogiste renommé en son temps, il est connu pour ses descriptions prolifiques de très nombreuses espèces animales, en lien avec sa théorie de la distribution par bassins versants qui postule qu'à chaque bassin correspond une espèce ou sous-espèce locale d'un animal donné. Figure dominante de la taxonomie des mammifères durant le premier quart du XXe siècle, il contribue également au développement des collections du musée de Berlin et à la vulgarisation des connaissances zoologiques auprès du grand public.

## Biographie

### Jeunesse, formation et débuts

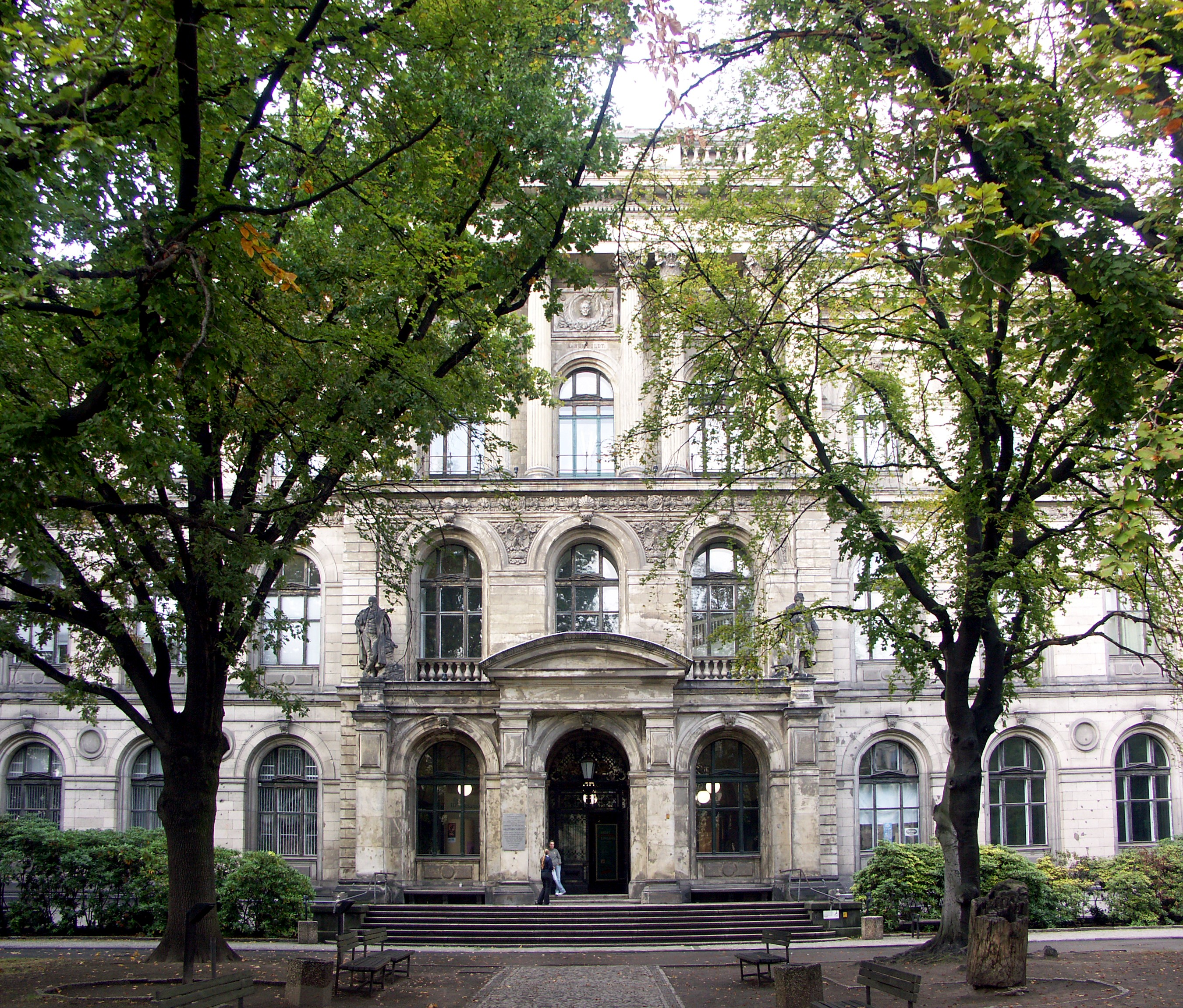
Façade du musée d'histoire naturelle de Berlin, où Matschie fait ses débuts.

Georg Friedrich Paul Matschie naît le 11 août 1861 à Brandebourg-sur-la-Havel, alors située dans le royaume de Prusse. Après une scolarité au gymnasium local, il étudie les mathématiques et les sciences naturelles aux universités de Halle et Berlin. C'est en marge de ces études qu'il travaille pour la première fois au musée d'histoire naturelle de Berlin en 1883, en tant que bénévole. L'année suivante, il est tuteur privé chez un vendeur de canaris de Saint-Andreasberg, dans le Hartz, puis, en 1885, il est employé par l'établissement d'histoire naturelle « Linnaea » de Berlin. Ce travail, rémunéré, lui permet de se familiariser avec les techniques de préparation.

En 1886, il réintègre le musée d'histoire naturelle de Berlin, où il est d'abord premier assistant bénévole dans la salle ornithologique sous la direction de Jean Cabanis. Lorsque celui-ci est remplacé par Karl Möbius, Matschie est engagé comme assistant scientifique pour aider au transfert des collections du musée depuis l'université vers son emplacement actuel,, puis à la mise en place des expositions publiques dans le nouveau musée. Il retourne ensuite à l'université en vue d'y obtenir un doctorat en zoologie, mais le professeur qui enseigne cette discipline, Franz Eilhard Schulze, refuse de l'admettre à ses cours, estimant qu'il ne réussira jamais dans la discipline-clef qu'est l'anatomie microscopique. Matschie rapportera plus tard qu'il lui aurait déclaré : 

« Ne vous inquiétez pas, vous aurez un jour le titre de professeur. Si je vous examine, vous échouerez, et si vous deviez m'examiner [probablement en systématique], je ne réussirais pas non plus. »

Sans diplôme ni qualification formelle, Matschie commence donc une carrière de zoologue, en premier lieu dans le domaine ornithologique : il officie durant de nombreuses années en tant que secrétaire-archiviste de la Société ornithologique allemande, mais publie assez peu, ne signant que la section ornithologique de l'ouvrage Das Tierreich, édité par Ludwig Heck, et quelques notes et observations, dont la description d'une nouvelle espèce de troglodyte. À partir de 1890, il est membre à part entière du personnel du musée d'histoire naturelle de Berlin, au poste fraîchement créé d'« assistant permanent » ; à compter de ce moment, hormis quelques publications sur les reptiles, il ne s'occupe plus que de mammifères. Ses premiers articles, publiés dans des journaux populaires ou semi-populaires, voire dans la presse quotidienne, présentent ses théories sur l'évolution ou la distribution et contiennent parfois la description de nouvelles espèces, mais Matschie s'y référera toujours par la suite avec peu d'intérêt, de sorte que ces publications deviendront difficilement trouvables.

### Théorie des bassins versants

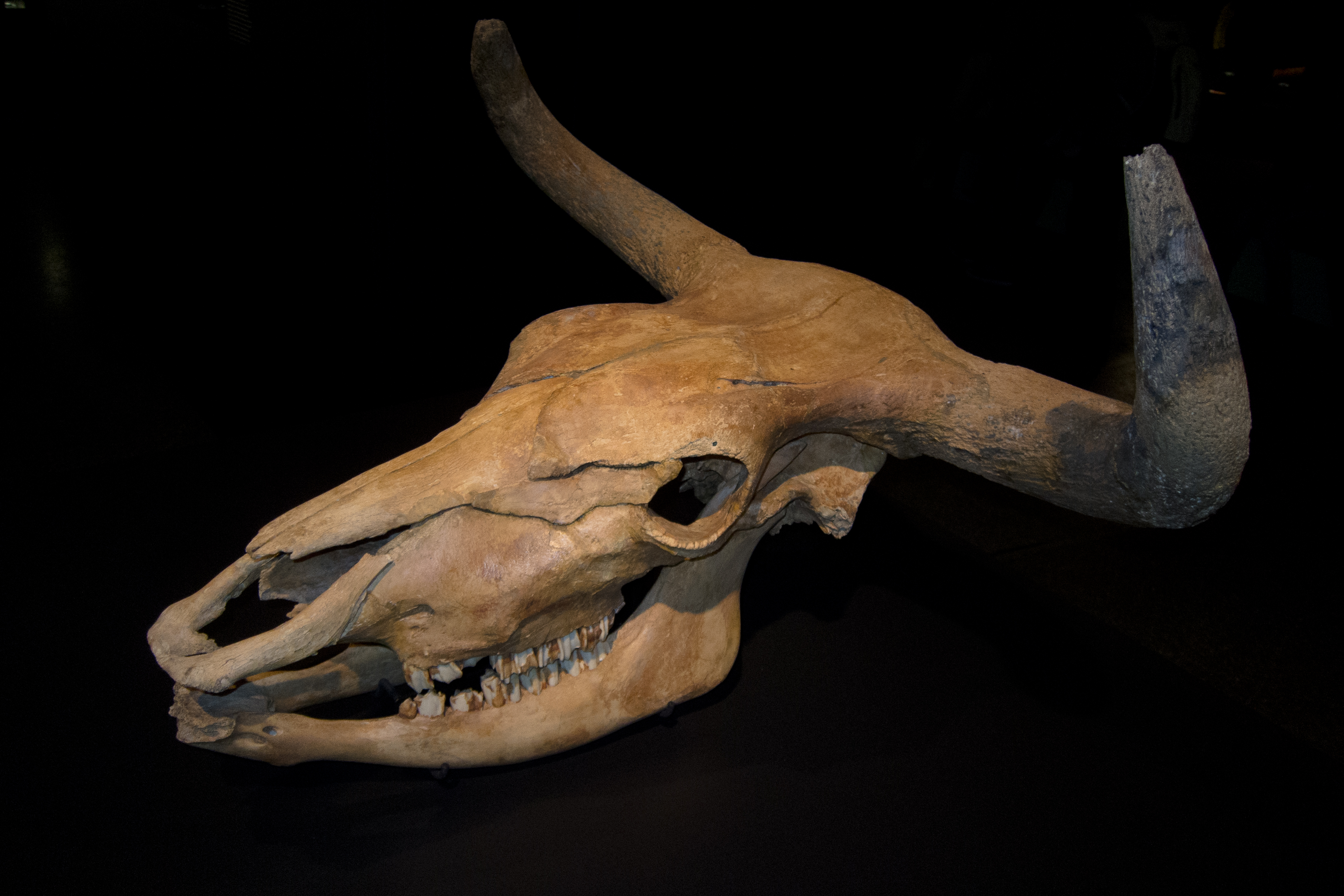
Crâne d'aurochs au musée de Berlin. Selon la théorie de Matschie, deux espèces voisines, en s'hybridant, peuvent donner des spécimens au crâne asymétrique.

En 1892, Matschie prend la tête du département des mammifères du musée. Fervent créationniste (ce que le primatologue Ernst Schwarz attribuera à sa méconnaissance de la zoologie générale et de la paléontologie), il développe une théorie, publiée en 1894, selon laquelle la distribution des espèces est déterminée par les bassins versants : chaque bassin, grand ou petit, est habité par une espèce ou sous-espèce locale d'un certain groupe animal, et les lignes de partage des eaux délimitent les aires de distribution de ces espèces locales. Si cette théorie peut s'approcher de la réalité en ce qui concerne les bassins majeurs, qui constituent effectivement des creusets d'évolution animale (en particulier s'ils sont séparés des bassins voisins par des montagnes ou des zones arides), Matschie pousse son application jusqu'aux bassins mineurs, voire minuscules, ce qui le conduit à décrire un très grand nombre de nouvelles espèces : pour lui, si deux spécimens d'un même animal viennent de deux vallées différentes, ils appartiennent nécessairement à deux espèces distinctes, et il s'agit simplement de trouver leurs différences. La moindre variation individuelle est alors suffisante pour donner un nom scientifique au « nouveau » taxon ainsi découvert.
Un corollaire de cette hypothèse, formulé par Matschie mais qui ne sera publié qu'en 1910 par son jeune assistant Ludwig Zukowsky (de),, est la théorie dite des « hybrides hémilatéraux » (ou « bâtards bifaces ») : lorsque deux espèces locales d'un même type d'animal se rencontrent à la frontière de deux bassins voisins, elles peuvent s'hybrider, donnant une progéniture dont le côté gauche présente les caractères de la première espèce et le côté droit ceux de l'autre espèce. En plusieurs occasions, un spécimen de buffle ou d'antilope, abattu à la frontière de deux bassins, donne donc lieu à la description de deux espèces différentes, une pour le côté gauche et une pour le côté droit, Matschie tirant partie des moindres asymétries observables entre les deux côtés (par exemple entre les cornes d'un crâne),.

### Apogée mammalogique

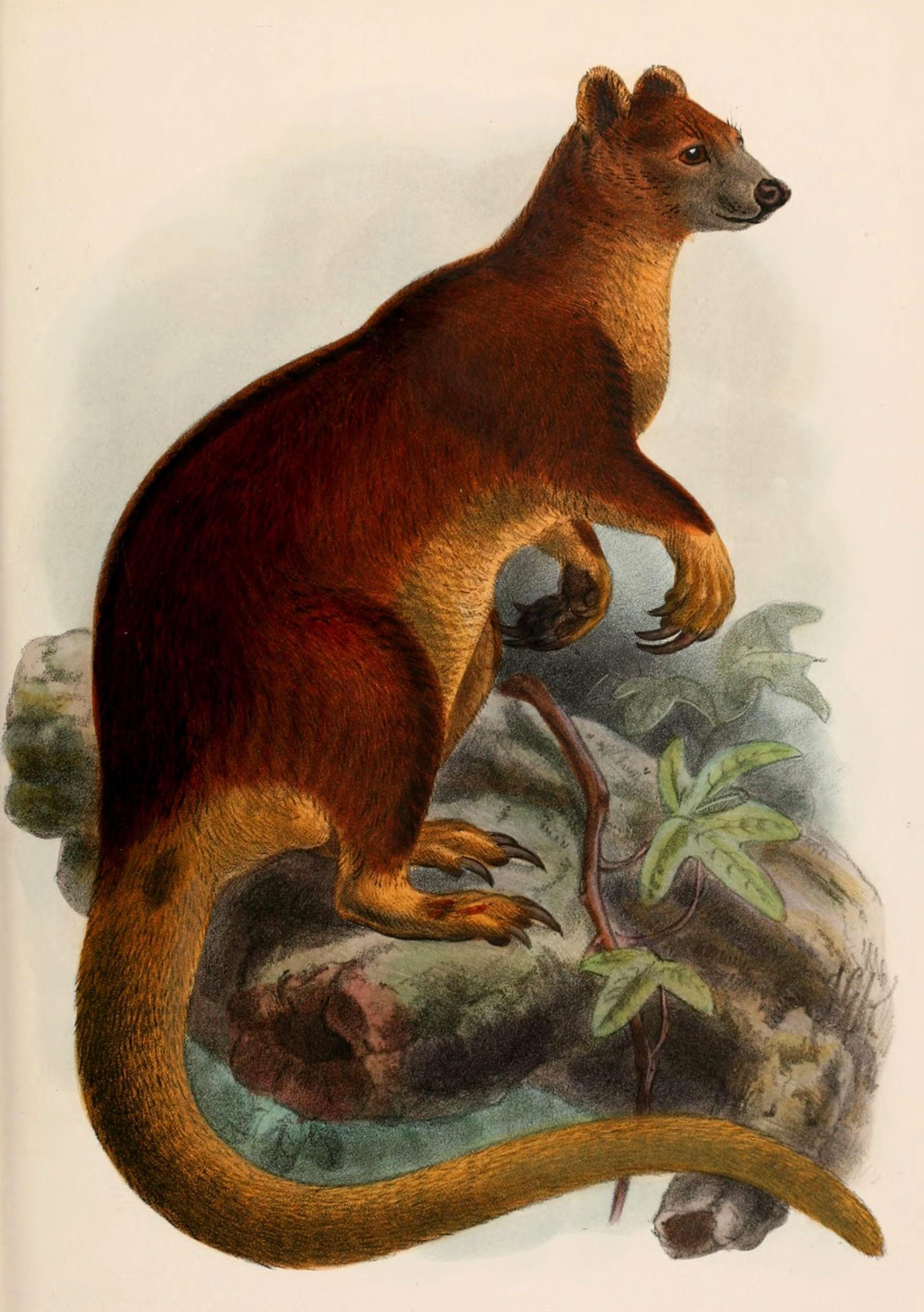
Représentation du kangourou arboricole Dendrolagus matschiei, nommé d'après Matschie en 1907.

En 1895, Matschie est nommé conservateur du musée d'histoire naturelle de Berlin, ; la même année, il épouse l'artiste Anna Held, illustratrice d'un grand nombre de ses premiers écrits. Entre 1895 et 1896, il effectue une tournée des musées européens pour préparer un ouvrage sur les chauves-souris frugivores du musée de Berlin, ce qui le fait connaître pour ses connaissances mammalogiques. S'ouvre alors une période allant jusqu'en 1910, qu'Ernst Schwarz décrira comme les meilleures années de son travail mammalogique,. Il signe de nombreuses publications sur les ongulés et primates africains, contribuant largement à l'étude de ces groupes, et décrit une multitude de nouvelles espèces et sous-espèces à partir de spécimens reçus de l'étranger : en particulier, deux anomaluridés, Idiurus zenkeri et Zenkerella insignis, représentants d'une nouvelle sous-famille, la petite chauve-souris frugivore Scotonycteris zenkeri (en), la crocidure est-africaine Crocidura martiensseni (en), ou encore le gorille des montagnes, Gorilla beringei (cf. infra).
Reconnu par ses pairs, il fait figure de référence en matière de taxonomie des mammifères. Plusieurs espèces et sous-espèces sont nommées d'après lui : deux singes de l'Ancien Monde, Colobus guereza matschiei (Neumann, 1899) et Chlorocebus aethiops matschiei (Neumann, 1902), un kangourou arboricole, Dendrolagus matschiei (Förster et Rotschild, 1907), et un galago, Galago matschiei (en) (Lorenz (en), 1917). En 1901, il est secrétaire général et éditeur des comptes-rendus du 5e Congrès international de zoologie (en) à Berlin, et, l'année suivante, il accède au titre de professeur.

### Taxonomie des gorilles

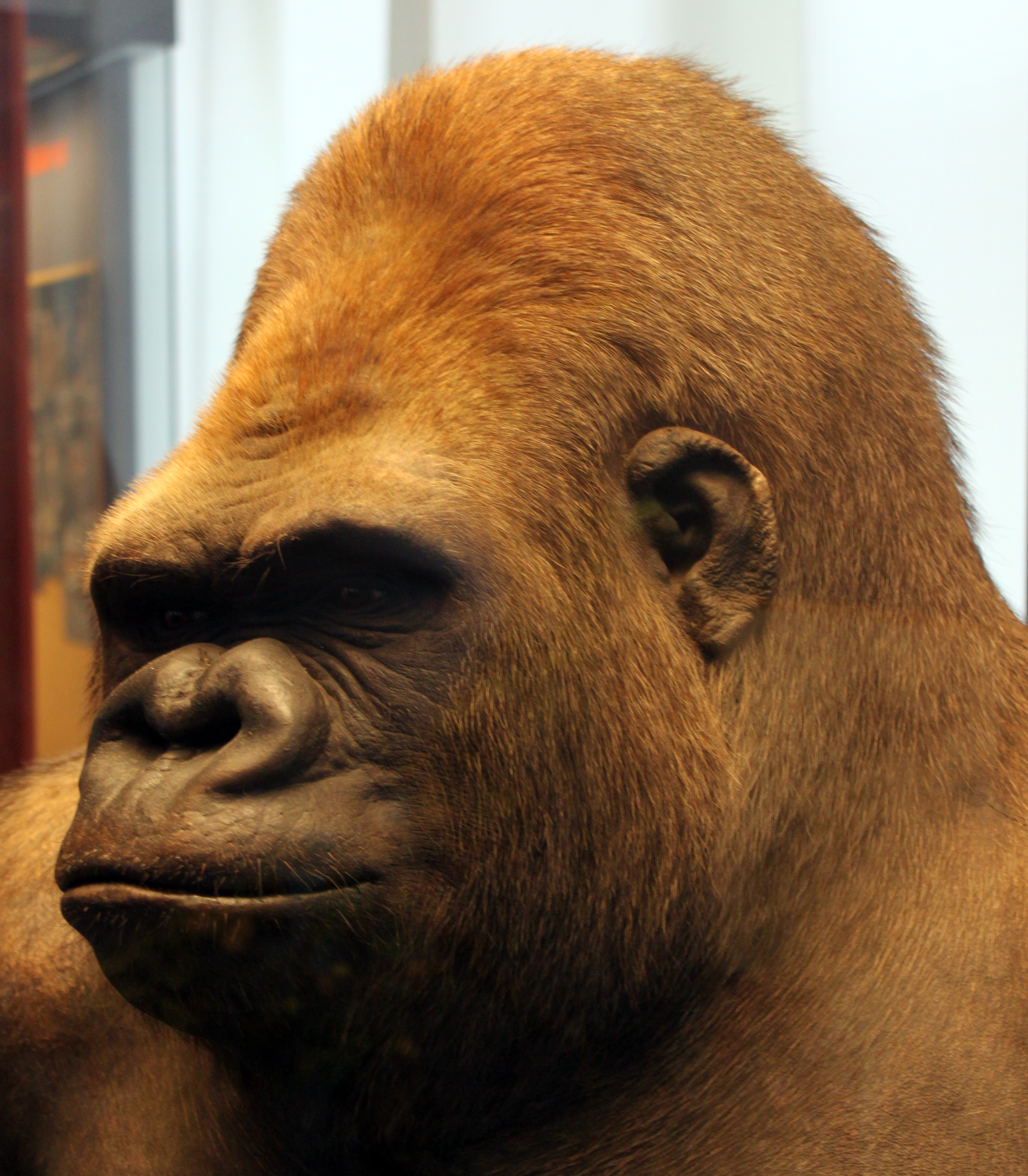
Gorille naturalisé au musée d'histoire naturelle de Berlin. Matschie en décrit de nombreuses espèces nouvelles au cours de sa carrière.

Matschie est particulièrement connu pour son travail sur les gorilles. En 1903, il effectue la première description du gorille des montagnes, abattu par le capitaine von Beringe sur les pentes du mont Sabyinyo. Par rapport à l'espèce précédemment connue Gorilla gorilla, il identifie plusieurs différences, dont un pelage plus dense, une barbe plus drue, et, chez le mâle, un os nasal plus étroit et pointu, un palais plus long que la distance entre son extrémité postérieure et le trou occipital (alors que c'est l'inverse chez Gorilla gorilla), une arcade sourcilière moins prononcée, et l'absence de renflement entre la paroi inférieure de l'orbite et le foramen infra-orbitaire. En l'honneur de son découvreur, Matschie le baptise Gorilla beringei. L'année suivante, il révise le genre des gorilles en reconnaissant quatre espèces : Gorilla gorilla ; Gorilla castaneiceps, avec pour synonyme Gorilla mayema (il regroupe ainsi deux taxons décrits avant lui) ; le gorille des montagnes, Gorilla beringei ; et une nouvelle espèce, Gorilla diehli, identifiée à partir de crânes collectés par un certain Diehl dans la région du fleuve Cross, au Cameroun allemand, et caractérisée par une nuque basse et large.
En 1905, continuant sur sa lancée, il décrit Gorilla jacobi à partir de spécimens de la rivière Dja, au sud du Cameroun, en forçant sur des variabilités naturelles ; dans le même temps, le Britannique Walter Rothschild donne son nom à une autre espèce, Gorilla matschiei. Matschie pourrait également être responsable de la description par Fritze, en 1912, d'une nouvelle sous-espèce, Gorilla gorilla schwarzi, découverte dans le Sud-Ouest camerounais, mais rien ne permet de l'affirmer avec certitude. Enfin, en 1914, il décrit encore deux nouvelles espèces du Sud du Cameroun, Gorilla hansmeyeri et Gorilla zenkeri, ainsi qu'une dernière, Gorilla graueri, découverte à l'ouest du lac Tanganyika (aujourd'hui en république démocratique du Congo), dont il note la similarité avec Gorilla beringei. En tout, il aura donc décrit six nouvelles espèces ou sous-espèces de gorilles, été possiblement responsable de la création d'une septième, et vu une autre nommée d'après lui. Si les études ultérieures ne conserveront que quelques-uns de ces taxons (la classification actuelle des gorilles ne distingue que deux espèces, Gorilla gorilla et Gorilla beringei), il reste crédité de la description de trois des quatre sous-espèces aujourd'hui reconnues (Gorilla beringei beringei, Gorilla beringei graueri et Gorilla gorilla diehli, la paternité de la quatrième sous-espèce, Gorilla gorilla gorilla, étant attribuée à Thomas Staughton Savage).

### Dernières décennies

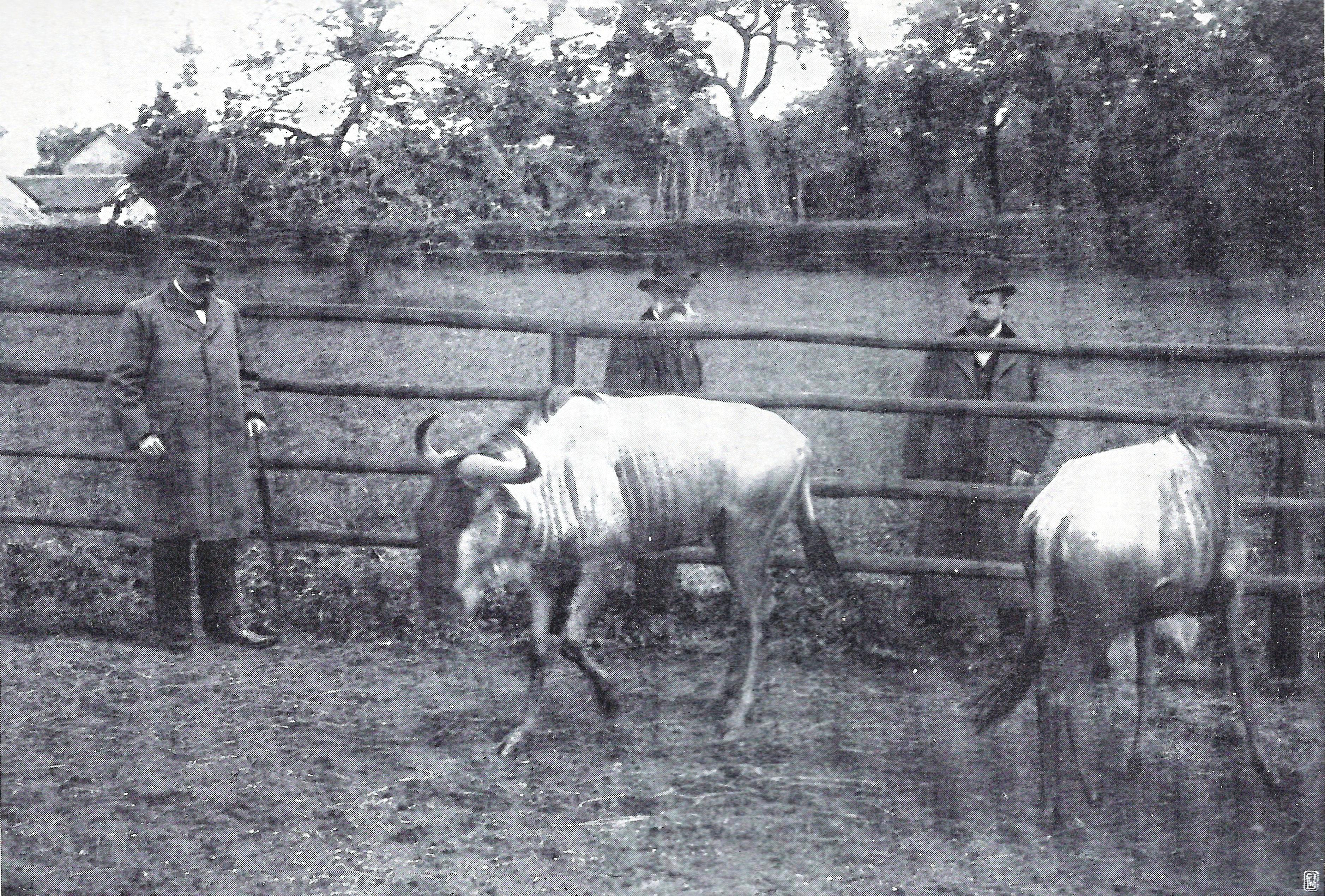
Matschie (à gauche) observe deux gnous à Weiherhof-Gürzenich (Rhénanie) en 1904, en compagnie de deux autres personnes dont Ludwig Heck (à droite).

Sa première épouse Anna Held étant morte en 1898, il se remarie en 1906 avec Franziska Schwark, qui lui survivra. Ses dernières décennies sont principalement consacrées à l'étoffement des collections du musée d'histoire naturelle de Berlin, qui contenaient jusqu'alors surtout des spécimens historiques, en y ajoutant de très nombreux mammifères provenant notamment des colonies allemandes. Il est alors plus porté sur la collecte de spécimens que sur leur étude, de sorte que les premières descriptions de plusieurs taxons sont publiées ailleurs alors qu'ils se trouvaient dans ses collections depuis des années. Matschie est aussi un vulgarisateur populaire d'histoire naturelle : s'appuyant sur l'intérêt du public pour les colonies et les animaux vivants, il collabore étroitement avec la direction du zoo de Berlin pour transmettre à une large audience des connaissances sur les mammifères des colonies.
En 1920, il publie une nouvelle théorie sur la distribution des espèces, dite des « aires élémentaires de distribution », qu'Ernst Schwarz qualifiera de « mystique » : celles-ci seraient distribuées non plus selon les bassins versants, mais dans des zones délimitées par les diagonales des carrés formés par les degrés pairs de latitude et de longitude. Cette nouvelle hypothèse surprenante ne l'empêche pas d'être nommé directeur adjoint du musée d'histoire naturelle en 1924,. À l'été 1925, il visite de nombreuses collections publiques et privées d'Europe pour une étude sur le cerf élaphe. C'est au retour de ce voyage qu'il donne les premiers signes d'un cancer du rectum, maladie qui l'emporte finalement le 8 mars 1926 à l'âge de 64 ans.